# Héracléa Minoa

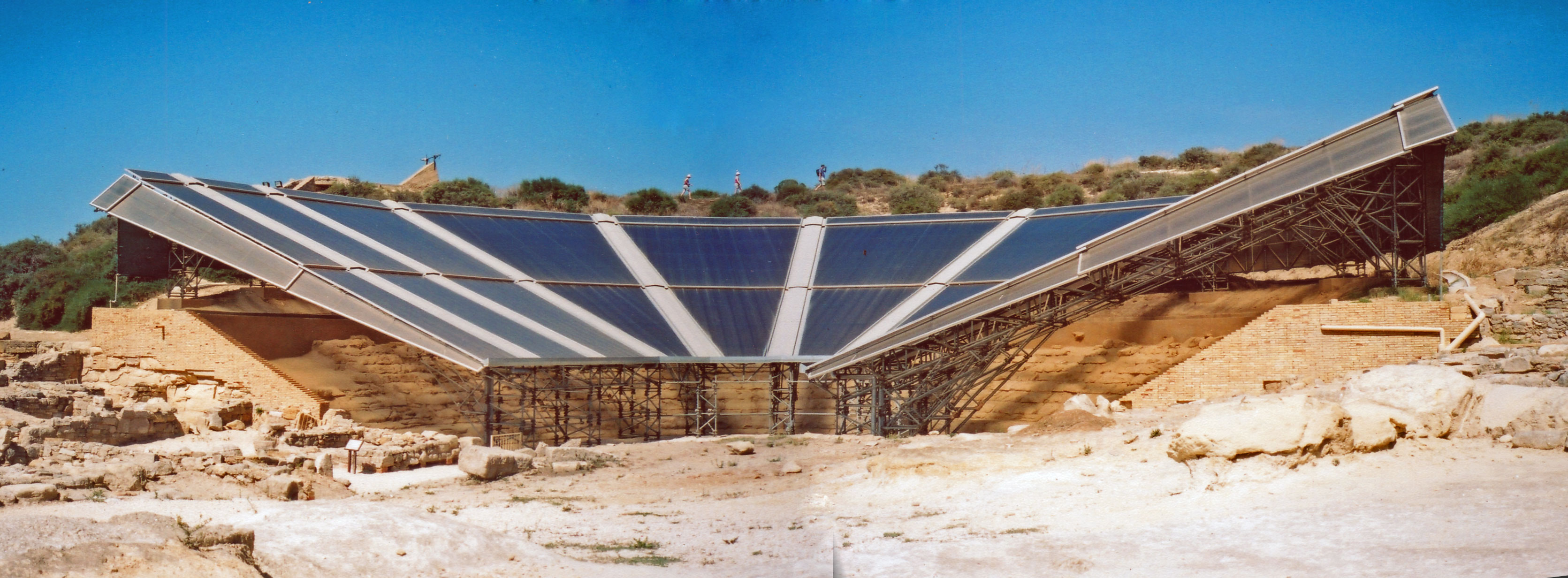
Le théâtre, protégé des intempéries.

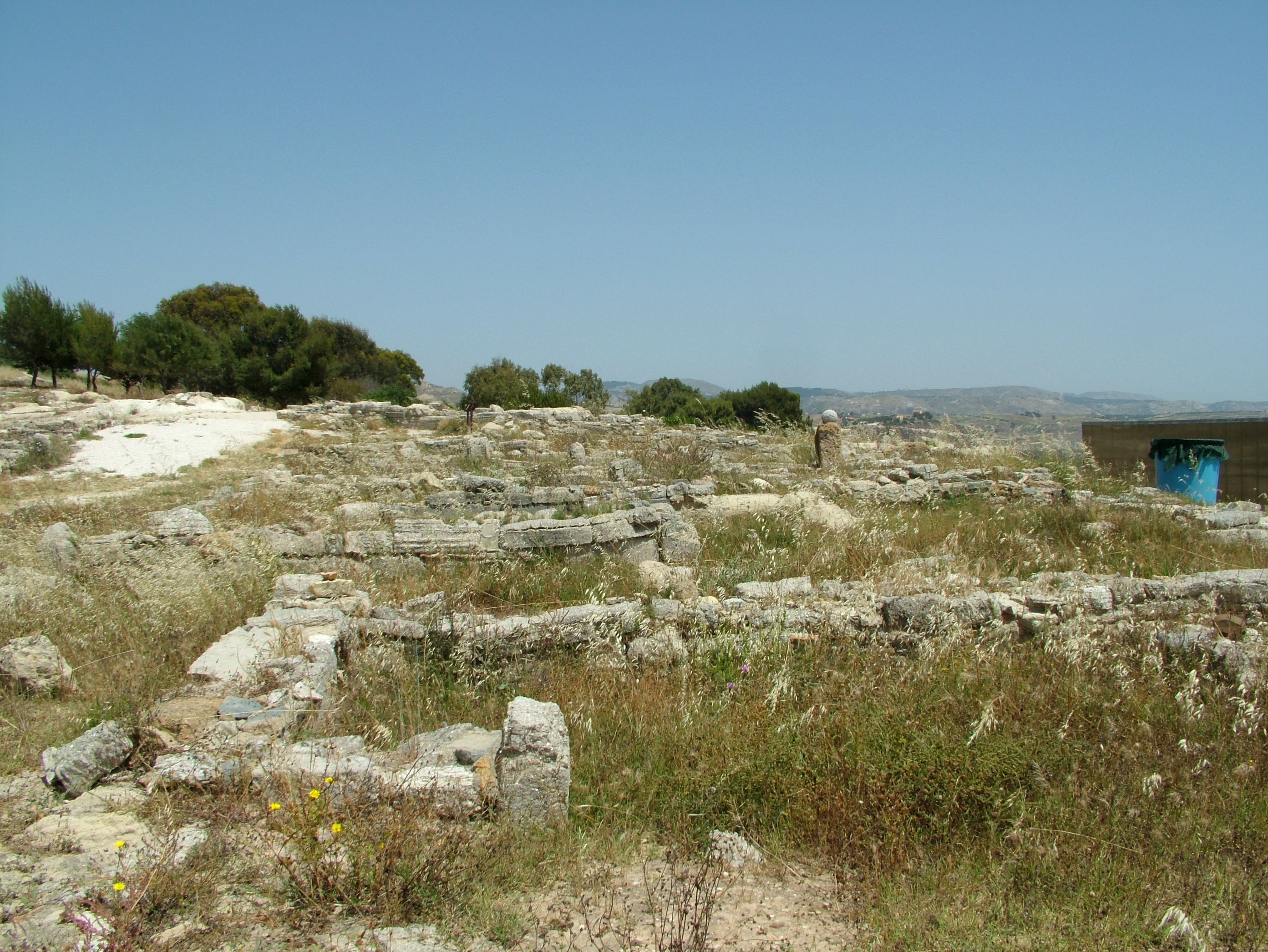
Vestiges de maisons à Héracléa Minoa.

Héracléa Minoa ou Eraclea Minoa est un site archéologique de Sicile, situé à Cattolica Eraclea.
C'est une ancienne cité, située sur la côte sud de la Sicile, à l'embouchure du fleuve Halycus, près du village moderne de Montallegro et du Capo Bianco, à environ 30 kilomètres au nord-ouest d'Agrigente. Elle fut fondée vers 570 av. J.-C. par des colons grecs de Sélinonte.

## Histoire
C'était d'abord une colonie et un avant-poste de Sélinonte (Hérodote 5, 46) appelé Minoa, car mythologiquement fondé par le roi Minos fondée vers 570 av. J.-C. Lorsqu'échoue l’expédition de Dorieus en 508 av. J.-C., les survivants spartiates s'installent à Minoa à laquelle ils ajoutent le nom d’aïeul mythologique, Héraclès.
Agrigente s'en empare puis elle passe, à la suite du traité de -405, entre les mains des Carthaginois, puis elle est à nouveau reconquise par Denys pendant la première guerre Punique, avant de redevenir carthaginoise en -383.
À partir de cette date, les monnaies portant le nom sémite de Ras Melkart deviennent communes : c'était évidemment une forteresse frontalière importante. C'est ici que Dion débarque en -357, lorsqu'il attaque Syracuse. Agrigente la reprend en -309, mais elle tombe bientôt au pouvoir d'Agathocle, tyran de Syracuse. Elle est rendue provisoirement à la Grèce par Pyrrhus Ier.
Héracléa Minoa est abandonnée au courant du Ier siècle.

## Vestiges archéologiques
Les fouilles ont révélé une nécropole du VIe siècle av. J.-C. ; un théâtre récemment dégagé, de la fin du IVe siècle av. J.-C., orienté au sud.
Puis des vestiges de l'époque hellénistique et romaine : des fortifications à tours carrées, en calcaire et brique crue, semblables au mur de Gela, et un quartier d'habitation.
Le mobilier archéologique est déposé au musée national d'Agrigente.